# Stanley Kramer
Stanley Earl Kramer (Manhattan, 29 september 1913 – Woodland Hills, 19 februari 2001) was een Amerikaans regisseur.

## Levensloop
Hij werd voor de films High Noon, The Caine Mutiny, The Defiant Ones, Judgment at Nuremberg, Ship of Fools en Guess Who's Coming to Dinner samen genomineerd voor negen Oscars, zonder de prijs ooit te winnen. Meer dan twintig andere prijzen werden hem daadwerkelijk toegekend, waaronder twee Golden Globes, twee BAFTA Awards en twee Premi David di Donatello.
Onder Kramers regie won zowel Maximilian Schell (voor Judgment at Nuremberg) als Katharine Hepburn (voor Guess Who's Coming to Dinner) een Oscar.
Kramer trouwde in 1966 met zijn derde echtgenote, actrice Karen Sharpe. Hij kreeg met haar twee kinderen en bleef bij haar tot aan zijn overlijden. Hij kreeg daarvoor al twee kinderen met zijn tweede vrouw Anne P. Kramer (1950-1963). Kramers eerste huwelijk was dat met actrice Marilyn Erskine in 1945, maar zij lieten hun verbintenis na drie maanden ongedaan maken.

## Filmografie

### Als regisseur
| - The Runner Stumbles (1979) - The Domino Principle (1977) - Oklahoma Crude (1973) - Bless the Beasts & Children (1971) - R.P.M. (1970) - The Secret of Santa Vittoria (1969) - Guess Who's Coming to Dinner (1967) - Ship of Fools (1965) | - It's a Mad, Mad, Mad, Mad World (1963) - Judgment at Nuremberg (1961) - Inherit the Wind (1960) - On the Beach (1959) - The Defiant Ones (1958) - The Pride and the Passion (1957) - Not as a Stranger (1955) |

### Als (mede)producent
| - The Runner Stumbles (1979) - The Domino Principle (1977) - Oklahoma Crude (1973) - Bless the Beasts & Children (1971) - R.P.M. (1970) - The Secret of Santa Vittoria (1969) - Guess Who's Coming to Dinner (1967) - Ship of Fools (1965) - It's a Mad Mad Mad Mad World (1963) - A Child Is Waiting (1963) - Pressure Point (1962) - Judgment at Nuremberg (1961) - Inherit the Wind (1960) - On the Beach (1959) - The Defiant Ones (1958) - The Pride and the Passion (1957) - Not as a Stranger (1955) - The Caine Mutiny (1954) | - The Wild One (1953) - The 5,000 Fingers of Dr. T. (1953) - The Juggler (1953) - Eight Iron Men (1952) - The Member of the Wedding (1952) - The Happy Time (1952) - The Four Poster (1952) - High Noon (1952) - The Sniper (1952) - My Six Convicts (1952) - Death of a Salesman (1951) - Cyrano de Bergerac (1950) - The Men (1950) - Home of the Brave (1949) - Champion (1949) - So This Is New York (1948) - The Moon and Sixpence (1942) |